# Hyla
Hyla Laurenti, 1768 è un genere di anfibi dell'ordine Anura, volgarmente dette raganelle.

## Descrizione
L'aspetto è simile a quello delle rane, ma le specie di questo genere sono dotate di un solo sacco vocale sotto la gola e di ventose sulle dita delle zampe. Questo permette loro di arrampicarsi su alberi, arbusti e foglie.

## Distribuzione e habitat
Il genere Hyla è distribuito in Asia, Africa e America.

È presente nell'Europa centro meridionale; manca nelle isole Britanniche e nella penisola Scandinava.

In Italia sono presenti le seguenti specie:
Hyla arborea, Hyla meridionalis, Hyla intermedia, Hyla perrini e Hyla sarda. La Hyla meridionalis è presente solo nella Liguria occidentale. In questa specie la striatura nera che parte dalla narice, prosegue dopo l'occhio e dopo il timpano si interrompe bruscamente ad una distanza di circa un centimetro da quest'ultimo. Nella Hyla arborea invece la striatura nera continua fino all'inserzione dell'arto inferiore.

## Biologia
Le specie del genere Hyla sono insettivore, si nutrono di artropodi e altri invertebrati acquatici e terricoli. Sono prevalentemente arboricole, ma si trovano anche in mezzo alle erbe palustri, nei campi in prossimità di fossi e risaie. Sono legate all'acqua per la riproduzione. Dall'uovo esce il girino che compie il proprio ciclo vitale in tempi variabili tra 1,5 e 3 mesi. Alla fine della metamorfosi il girino avrà sviluppato zampe atte a saltare, polmoni per respirare fuori dall'acqua, avrà perso la coda e avrà cambiato regime alimentare passando da detritivoro a insettivoro.

## Tassonomia
In passato venivano attribuite al genere Hyla oltre 300 specie. Una recente revisione della famiglia delle Hylidae ha portato alla riclassificazione di molte di esse, per cui attualmente il genere conta solo 17 specie
.
- Hyla annectans (Jerdon, 1870)
- Hyla arborea (Linnaeus, 1758)

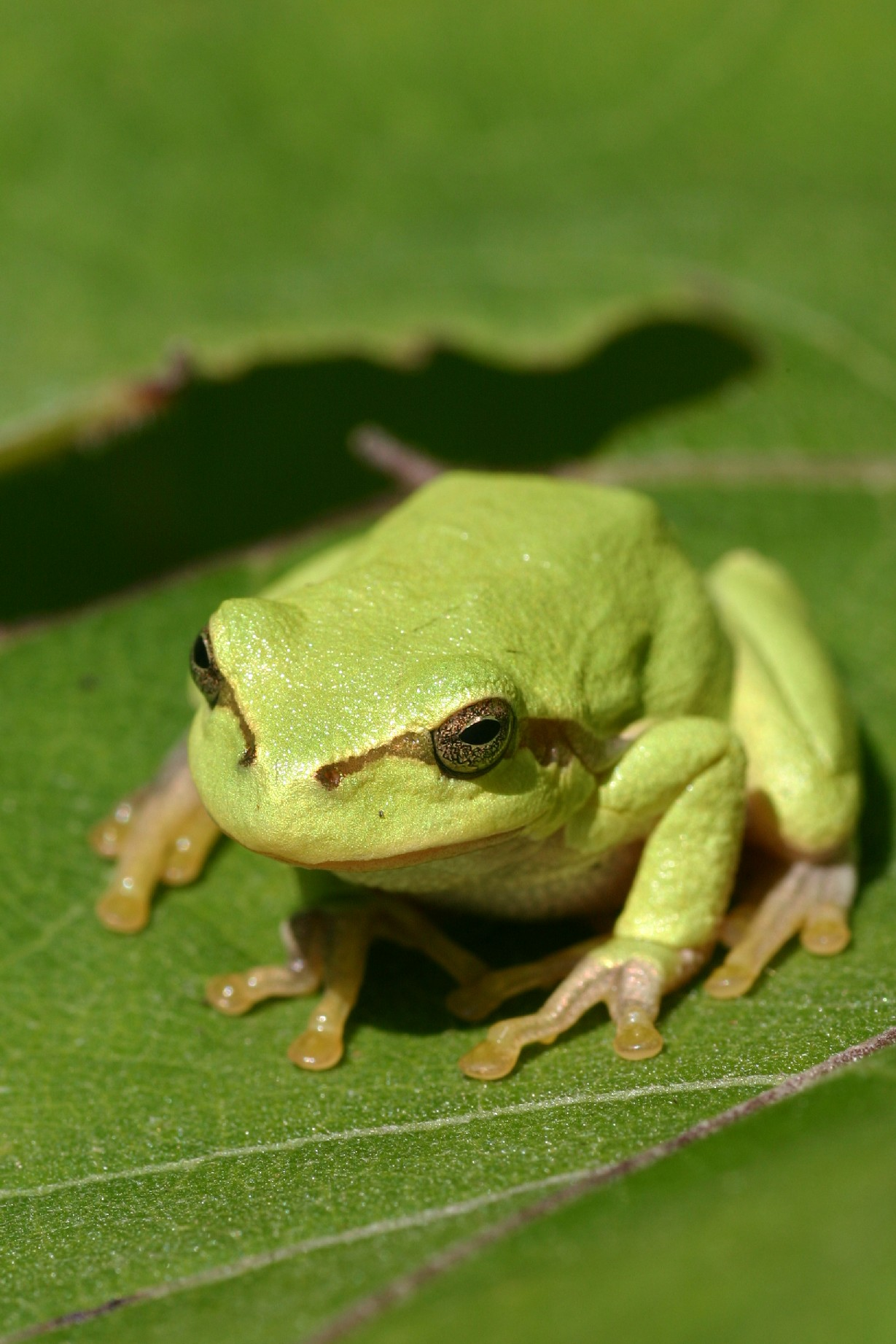
Esemplare di Hyla arborea

- Hyla carthaginiensis Dufresnes, Beddek, Skorinov, Fumagalli, Perrin, Crochet, and Litvinchuk, , 2019
- Hyla chinensis Günther, 1858
- Hyla felixarabica Gvoždík, Kotlík, and Moravec, 2010
- Hyla hallowellii Thompson, 1912
- Hyla intermedia Boulenger, 1882
- Hyla meridionalis Boettger, 1874
- Hyla molleri Bedriaga, 1889
- Hyla orientalis Bedriaga, 1890
- Hyla perrini Dufresnes, Mazepa, Rodrigues, Brelsford, Litvinchuk, Sermier, Lavanchy, Betto-Colliard, Blaser, Borzée, Cavoto, Fabre, Ghali, Grossen, Horn, Leuenberger, Phillips, Saunders, Savary, Maddalena, Stöck, Dubey, Canestrelli, and Jeffries, 2018
- Hyla sanchiangensis Pope, 1929
- Hyla sarda (De Betta, 1853)
- Hyla savignyi Audouin, 1827
- Hyla simplex Boettger, 1901
- Hyla tsinlingensis Liu and Hu, 1966
- Hyla zhaopingensis Tang and Zhang, 1984